# Liny-devant-Dun
Liny-devant-Dun település Franciaországban, Meuse megyében. Lakosainak száma 189 fő (2022. január 1.). Liny-devant-Dun Brieulles-sur-Meuse, Cléry-le-Petit, Dun-sur-Meuse, Fontaines-Saint-Clair és Vilosnes-Haraumont községekkel határos.

## Népesség
A település népességének változása:
| Lakosok száma | 241  | 199  | 148  | 167  | 187  | 189  | 190  | 189  | 189  | 189  |
|               | 1968 | 1982 | 1990 | 2006 | 2013 | 2015 | 2017 | 2019 | 2020 | 2022 |